# Revèl (Cuneo)
Revèl (italià Revello, piemontès Revel) és un municipi italià, situat a la regió del Piemont. L'any 2007 tenia 4.226 habitants. Està situat a la plana padana, dins de les Valls Occitanes. Limita amb els municipis de Barge, Brondello, Cardè, Castellar, Envie, Gambasca, Martiniana Po, Pagno, Rifreddo i Saluzzo.

## Administració
| Període | Identitat           | Partit        |
| ------- | ------------------- | ------------- |
| 2004-   | Egidio Umberto Fino | Llista cívica |